# Ladoffa obscurana
Ladoffa obscurana är en insektsart som beskrevs av Young 1977. Ladoffa obscurana ingår i släktet Ladoffa och familjen dvärgstritar. Inga underarter finns listade i Catalogue of Life.